# 同奈省
同奈省（越南语：／）是越南東南部的一个省，省莅边和市。

## 名称来源
“同奈”一名来自源自古高棉语“同狔”，意为“鹿野”，见于《大南实录》和《嘉定城通志》。今译作“同奈”。

## 地理
同奈省北接林同省，西接胡志明市。

## 历史
2019年4月10日，隆庆市社改制为隆庆市。
2025年7月1日和原平福省合併。

## 行政區劃
同奈省下辖2市9县，省莅边和市。

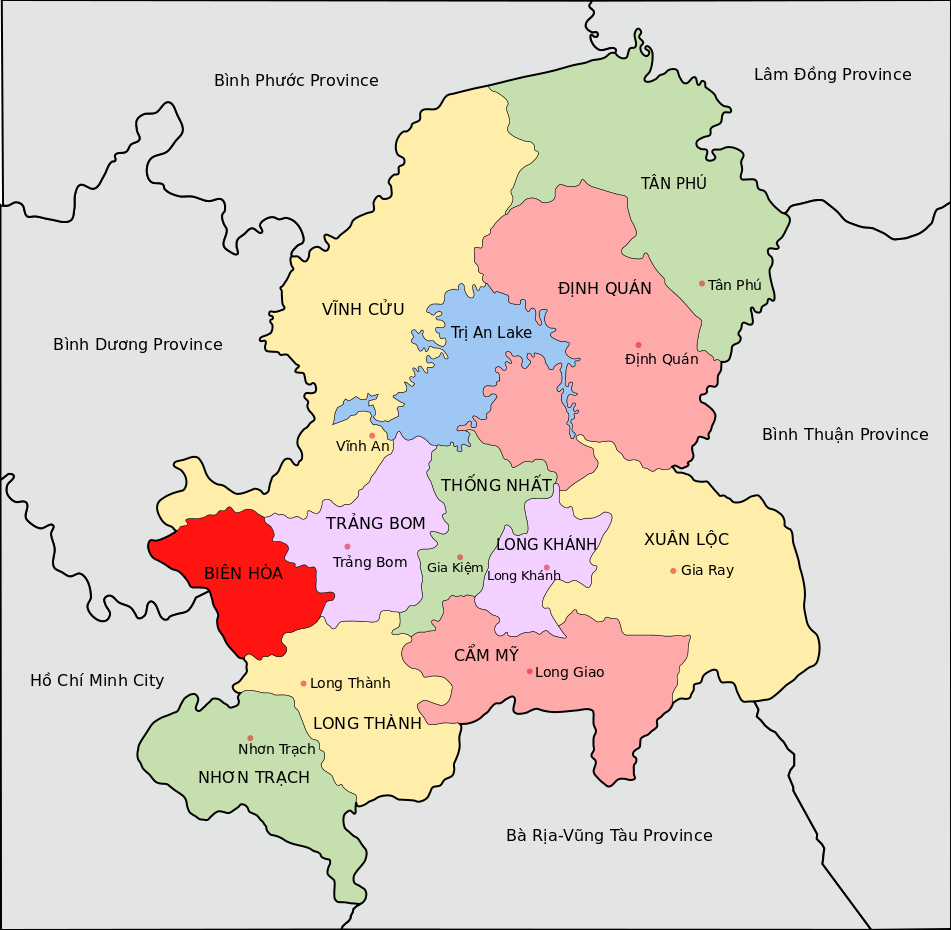
同奈省行政區劃（2024年）

- 邊和市（Thành phố Biên Hoà）
- 隆慶市（Thành phố Long Khánh）
- 錦美縣（Huyện Cẩm Mỹ）
- 定貫縣（Huyện Định Quán）
- 隆城縣（Huyện Long Thành）
- 仁澤縣（Huyện Nhơn Trạch）
- 新富縣（Huyện Tân Phú）
- 統一縣（Huyện Thống Nhất）
- 壯奔縣（Huyện Trảng Bom）
- 永久縣（Huyện Vĩnh Cửu）
- 春祿縣（Huyện Xuân Lộc）

## 交通

### 航空
- 隆城國際機場（興建中）

### 鐵路
统一铁路横贯全省中部。

### 公路
1号公路，北南高速公路过境。

## 教育

### 初、中等教育
至2011年9月為止的統計資料，同奈省有小學297所，初中167所，中學16所，高中48所以及一所初級普通中學，此外，還有263所幼稚園。

### 高等教育
- 同奈大學
- 同奈工業大學
- 貉鴻大學

## 旅遊
- 邊和市鎮邊文廟
- 保龍旅遊區（Khu Du lịch Bửu Long）
- 阮有鏡祠（đền thờ Nguyễn Hữu Cảnh）
- 同奈河岸區（Khu Du lịch ven sông Đồng Nai）
- 吉仙國家公園
- 新朝柚子村（làng bưởi Tân Triều）
- 托梅熱水湖生態旅遊區（Khu Du lịch sinh thái Thác Mai-Hồ Nước Nóng）
- D戰區
- 行棍古墓（mộ cổ Hàng Gòn）
- 治安湖（Hồ Trị An），因修建治安水电站形成的人工湖

## 姊妹省
- 韓國慶尚南道
- 寮國占巴塞省
- 中国江苏省[3]

## 外部連結
- 同奈省电子信息门户网站 （页面存档备份，存于）（越南文）（英文）（中文）（日語）